# Sara Karine
 Sara Karine Ulrich (Joinville, 27 de agosto de 1986) é uma ex-voleibolista indoor brasileira,  que atuou na posição de Oposto, canhota e com marca de alcance de 312 cm no ataque e 294 cm no bloqueio, e representando a Seleção Brasileira conquistou a medalha de bronze n a edição do Campeonato Mundial Infantojuvenil  de 2003 na Polônia.

## Carreira
Na cidade de Joinville a jovem Sara iniciou seus treinamentos em março de 2001, esta canhota neste ano defendeu as cores do Colégio Bom Jesus/IELUSC conquistando os títulos da Olimpíada Estudantil Catarinense (Olesc) e também da Olimpíada Nacional das Escolas Evangélicas (Onee).
Aos 16 anos de idade já chamava atenção por ter 1,96 metros de estatura, despertou interesse do comando das categorias de base da Seleção Brasileira em 2002 após representar a Seleção Catarinense na edição do Campeonato Brasileiro de Seleçõesfinalizando na sétima posição, sendo pré-convocada pelo técnico
Antônio Rizola Neto para as avaliações para seleção infantojuvenil, onde comandou os treinamentos em Belo Horizonte, e aguardava a nova lista no Centro de Treinamento Ivo Varella, quando treinava sob o comando do técnico Wigand Decker Júnior
.
Ainda em 2002 conquistou pelo “Bonja/BCN/FME” o título da fase regional dos Jogos Abertos de Santa Catarina (Jasc) na cidade de Timbó, alcançando também o vice-campeonato estadual infanto-juvenil e o bronze nos Joguinhos Abertos de Santa Catarina, sediados na cidade de Tubarão .
Com 70 cm de impulsão vertical foi convocada pelo técnico Luizomar de Moura para representar o país em excursão internacional na categoria infantojuvenil, na época atuando na posição de central, na sequência integrou o elenco convocado para disputar a edição do Campeonato Mundial Infantojuvenil de 2003 na cidade polonesa de Pila, mesmo sendo reserva nas passagens que fez destacou-se pelo forte bloqueio, vestindo a camisa#13obteve a medalha de bronze nesta ocasião, sendo homenageada após esta conquista em Joinville.
Atuando pelo “Bonja/BCN/FME”, mesmo este elenco sendo da categoria infantojuvenil, sagrou-se vice-campeã do Grand Prix Juvenil Paranaense de 2003 realizado em Curitiba, também foi campeã da Copa Bonja/BCN/FMEJ de 2003, torneio quadrangular  realizado no Complexo Esportivo do Colégio Bom Jesus.
Depois dedicou-se aos estudos graduando-se em Comunicação e Publicidade e  elaborando um trabalho de Marketing Esportivo em 2011.

## Títulos e resultados
- Grand Prix Juvenil Paranaense:2003[13]
- Copa Bonja/BCN/FMEJ Infantojuvenil:2003[14]
- Olimpíada Nacional das Escolas Evangélicas (Onee):2001[1]
- Olimpíada Estudantil Catarinense (Olesc) :2001[1]
- Jogos Abertos de Santa Catarina (Jasc)- Fase Regional:2002[1]
- Campeonato Catarinense Infantojuvenil:2002[1]
- Joguinhos Abertos de Santa Catarina:2002[1]

## Premiações Individuais
[carece de fontes?]